# Spherillo purpurascens
Spherillo purpurascens är en kräftdjursart som beskrevs av Gustav Budde-Lund1913. Spherillo purpurascens ingår i släktet Spherillo och familjen Armadillidae. Inga underarter finns listade i Catalogue of Life.